# Energía de las corrientes marinas

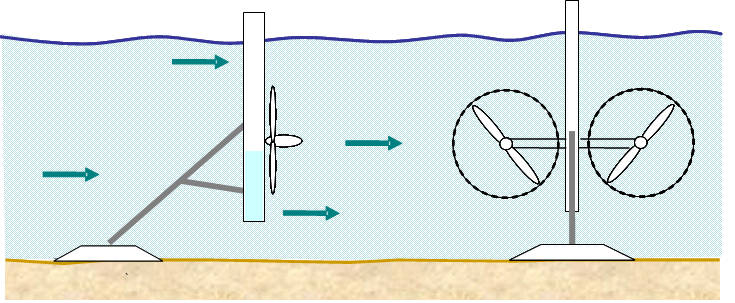
Turbina semisumergible.

La energía de las corrientes marinas una forma de energía marina obtenida del aprovechamiento de la energía cinética de las corrientes marinas. Aunque no se utiliza todo lo ampliamente que pudiera, las corrientes marinas tienen un potencial importante para la futura generación de electricidad. Las corrientes marinas son fuentes de energía más predecibles que el viento y la luz solar.
Un informe de 2006 del Departamento de Interior de los Estados Unidos calcula que la captura de sólo un 1/1000 de la energía disponible en la corriente del Golfo, que tiene 21 000 veces más energía que las cataratas del Niágara en un flujo de agua que es 50 veces el flujo total de los ríos de agua dulce de todo el mundo.
Las corrientes marinas son causadas principalmente por la subida y bajada de las mareas como resultado de las interacciones gravitacionales entre la tierra, la luna y el sol, que hacen que fluya todo el mar. Otros efectos, como las diferencias regionales en la temperatura y la salinidad y el efecto Coriolis debido a la rotación de la tierra son también influencias principales. La energía cinética de las corrientes marinas se pueden convertir en su mayor parte, de la misma forma que una turbina eólica extrae energía del viento, utilizando varios tipos de rotores de flujo abierto. El potencial de generación de energía eléctrica a partir de las corrientes marinas de la marea es enorme. Hay varios factores que hacen a la generación de electricidad a partir de las corrientes marinas muy atractiva en comparación con otras energías renovables:
- Los alto factores de carga debido a las propiedades del fluido. Existe previsibilidad de los recursos, de modo que, a diferencia de la mayoría de las otras energías renovables, la disponibilidad futura de energía puede ser conocida y prevista, evitando la intermitencia.[3]
- Los recursos potencialmente grandes que pueden ser explotados con escaso impacto ambiental, lo que ofrece uno de los métodos menos perjudiciales para la generación a gran escala de electricidad.[4]
- La viabilidad de instalaciones de energía de corrientes marinas para proporcionar también energía a la red eléctrica de base, especialmente si están interconectadas dos o más matrices independientes, con flujos máximos no coincidentes en el tiempos

## Energía extraíble
Centrándonos en los generadores por rotores la energía extraíble depende de dos parámetros:
- Diámetro del rotor de la turbina.
- Velocidad de la corriente: El valor de la velocidad del agua más apropiado para el diseño se estima entre 2 y 3 m/s.

## Sistemas de explotación de las corrientes marinas
La explotación de la energía de las corrientes marinas se basa en el empleo de generadores posicionados en medio del flujo, que pueden dividirse en tres tipos:
- Rotores de flujo axial, cuyo eje es horizontal y en la misma dirección del flujo. Son parecidos a las hélices de los aviones o los generadores eólicos.
- Rotores de eje vertical, reciben el flujo de la corriente en sentido transversal al eje.
- Alerones que basculan alternativamente al ser impulsadas por el flujo. Dentro de este apartado cabe destacar el prototipo Stingray y el bioSTREAM. El primero se trata de un alerón parecido a un ala de avión, de 20 metros de ancho por 24 de alto. Con este aparato se pueden conseguir 150 kW con corrientes de 2 m/s, sin embargo durante su ensayo en Yell Sound (Escocia) promedio 90 kW y corrientes de 1 m/s. Los segundos más parecidos a las aletas de tiburón son capaces de generar 250 kW, y precisan corrientes de 2,5 m/s. Ambos están orientados al aprovechamiento de la energía mareomotriz.

De ahora en adelante nos centraremos en los generadores con rotores de flujo axial. Dentro de ellos existen multitud de sistemas de posicionarlo en la corriente. Si bien es verdad que la mayoría de ellos están en fase conceptual y bajo patente, algunos de ellos han llegado a una fase comercial, o al menos precomercial. De entre la multitud de ellos que existen destacaremos los siguientes:
- Sistema SeaGen
- Sistema THAWT
- Sistema Lanstrom
- Sistema Vivace
- Sistema GESMEY

### Sistema SeaGen
El sistema SeaGen, predecesor del proyecto SeaFlow, es un generador dos hélices bipala de 16 metros de diámetro ubicado en el Estrecho de Strangford, colocado en abril de 2008. Es el mayor generador de energía que emplea las corrientes marinas del mundo, pudiendo llegar a generar 1,2 MW al día, frente a los 300 kW de SeaFlow
Tiene una altura total de 40 metros, aunque los 10 últimos sobresalen por encima del nivel del agua y en ellos se encuentra una cabina de operaciones. A fin de facilitar las operaciones de mantenimiento, las hélices se pueden izar fuera del agua.
El SeaGen tienen una licencia para operar durante 5 años, y durante ese tiempo existe un programa que se encarga del estudio del impacto medioambiental.
También existe un proyecto denominado SeaGen Wales, que se encargará de construir un campo de 7 generadores SeaGen en Anglesey, Gales. Se espera que las obras comiencen en 2017 y para 2020 se encuentre en pleno funcionamiento.

### Sistema THAWT
La prestigiosa Universidad de Oxford ha presenta el prototipo THAWT (turbina de agua transversal horizontal axial). Se trata de un cilindro que, gracias al flujo del agua, puede girar alrededor de su eje. Los generadores se encuentran localizados cada 60 metros. Una matriz de rotores THAWT de 1 km puede generar hasta 60 MW, ya que el diseño de las turbinas permite la corriente en un ángulo más amplio. Además son más baratos, pues requieren un 60 % menos de costes de construcción y un 40 % menos de mantenimiento.

### Sistema Lanstrom
Se tratan de turbinas diseñadas por la empresa Hammerfest Strøm de 30 metros de altitud con unas hélices de 20 metros de diámetro, que se han de colocar en sentido contrario al flujo, pudiendo llegar a generar 1 MW. Se pueden situar hasta a 100 metros de profundidad. Aunque se pueden emplear en corrientes marinas, su uso está más orientado a la explotación de corrientes mareales. 
Estos aparatos fueron desarrollados en Noruega, donde se consiguieron excelentes resultados y llevan suministrando energía durante 7 años. Esto ha llevado a que el gobierno escocés instale en Orkney, archipiélago del norte que recibe la influencia de la corriente del Golfo, uno de estos generadores con una potencia de 1 MW. Si las pruebas son satisfactorias, se plantea crear la mayor matriz de generadores a partir de corrientes marinas del mundo en la Islay (Escocia).

### Sistema Vivace
El sistema Vivace ha sido desarrollado por la universidad de Míchigan, su proyecto parte desde la Biomímica. Vivace, que significa vibraciones inducidas por vórtex para la obtención de energía acuática limpia, se basa en la forma que tienen de nadar los peces aprovechando los remolinos que causan los fluidos en torno a un cuerpo.
El sistema consiste en un sistema de cilindros, colocados en posición horizontal y unidos a unos resortes, que a medida que circula el agua por ellos se generan unos vórtices que los impulsan hacia arriba o hacia abajo.
Mediante este modelo se podría generar energía con corrientes de agua de aproximadamente 1 m/s (2 nudos), lo que permite su uso tanto en corrientes marinas como en ríos, siendo este su emplazamiento ideal.
Uno de sus desarrolladores, Michael Bernitsas, asegura que la energía de Vivace costaría apenas unos 5.5 centavos de dólar por kWh. La energía eólica cuesta 6.9 centavos por kWh, la nuclear 4.6 centavos y la solar entre 16 y 48 centavos por kWh.
Un campo de cilindros construido en el lecho marino de una superficie de 1 km por 1,5 km y una altura 7 metros, con un flujo de tres nudos, podría generar energía la suficiente para 100 000 hogares.
Además contaría con unos costes de construcción y mantenimiento muy reducidos, y el impacto medioambiental también es muy pequeño.

### Sistema GESMEY
Dentro del panorama nacional, destaca el trabajo de Amable López Piñeiro, ingeniero naval de esta universidad (UPM). El proyecto denominado GESMEY (Generador Eléctrico Submarino con Estructura en Y), cuenta con la financiación de SOERMAR, y ya recibió en 2008 accésit en la convocatoria de premios a las mejores patentes de la Fundación Madri+d. El GESMEY es capaz de generar una potencia de 1 MW.
El generador cuenta con una forma en Y, teniendo en los extremos unos flotadores (torpedos) que permiten a la turbina trabajar sumergida y suspendida en equilibrio dinámico a cierta profundidad en el mar y aprovechar mejor la energía de las corrientes marinas. LA turbina se encuentra localizada en el centro de la estructura y la energía es generada por una hélice de tres palas. Los torpedos se pueden vaciar, permitiendo a la estructura salir a flote para tareas de mantenimiento, reduciendo así el coste de estos.
El sistema trata de mejorar los sistemas de primera generación, que cuentan con profundidades máximas de 30-50 metros y se encuentran anclados al fondo. Frente a ello, el profesor Amable López propone su GESMEY, que permite emplearlo en zonas con media profundidad y fondo complejo, minimiza el impacto ambiental, reduce el impacto de las olas, se adapta al perfil de velocidad de la corriente, es de construcción simple y robusta, y es de fácil instalación, mantenimiento y desmontaje.
Una de las aplicaciones que se está barajando es aplicarlo en el estrecho de Gibraltar, aunque requiere una serie de acondicionamientos del aparato para esta zona.

## Ventajas
Son grandes las ventajas que podemos obtener de estos aprovechamientos, entre ellas cabe citar:
- Las corrientes marinas cuentan con una alta predictibilidad ya que tanto las corrientes provocadas por causas inerciales como las maréales, mantienen sus caudales conocidos y prácticamente constantes según la época del año.
- Factores de capacidad del 40 al 60 %, llegando a ser el doble que otras energías renovables. El factor de capacidad, también llamado factor de planta o factor de carga, es el empleado para calificar la calidad de un generador.
- Impacto medioambiental mínimo; no producen contaminación visual, polución o ruido ya que sus rotores, son lo suficientemente lentos, no afectando a la vida marina.
- Poseen una alta capacidad energética, pues la densidad del agua del mar tiene de promedio el valor de 1012 kg/m³, mayor que el aire. Como hemos dicho antes una corriente de agua marina una velocidad de 2 m/s posee por cada m² de área perpendicular a su flujo, la misma energía que una corriente eólica de 18 m/s.
- Las condiciones bajo el mar durante una tormenta son relativamente benignas; se puede decir que esta tecnología es inmune a las tormentas, al contrario que los sistemas situados en la costa o los que aprovechan la energía de las olas.
- Menores costes de construcción y mantenimiento.
- Los retornos de inversión son cortos.

## Aplicación en España
El aprovechamiento de las corrientes marinas en España está muy reducido, pues no se alcanzan las velocidades óptimas para el funcionamiento de estos dispositivos. Aun así, existen algunas zonas donde es viable la explotación de estas corrientes. Estas zonas son el Estrecho de Gibraltar y las corrientes gallegas.
El estrecho de Gibraltar se trata de una zona de intercambio entre las aguas del Mediterráneo y las del Atlántico, por lo que existe una importante corriente marina, que oscila entre los 0,5 y los 3 m/s (corriente superior, Atlántica). Estas corrientes, al ser mayores que las velocidades mínimas recomendadas (aproximadamente 2 m/s), confieren a la zona un importante valor energético. Según la tesis del ingeniero naval Juan Manuel Juanes González (2007), en una de las zonas de mayor extensión —Bajo de los Cabezos, con 10,5x106 m²— se podrían instalar un campo de 250 generadores, que en términos energéticos se traduciría a una potencia media de 240 MW Se podría contar con una potencia aprovechables de 60 000 MW y una energía generable de 525,6x106 MWh, considerando un año de 8760 horas.
En la costa gallega, por la que pasa la corriente del Atlántico Norte, continuación de la corriente del Golfo, es donde más se ha avanzado en España en la explotación de corrientes marinas. En septiembre de 2012 la empresa gallega Resolve Enerxía, en colaboración con el Centro de Ingeniería Mecánica y Automoción (CIMA) de la Universidad de Vigo, instaló un generador en El Grove, en la provincia de Pontevedra. Se trata de una experiencia piloto, a partir de la cual se espera seguir avanzando en la explotación de las corrientes marinas.
Existe, también en Galicia, otro proyecto de explotación de las corrientes marinas, llevado a cabo por MeteoGalicia, Gamesa y la Universidad de Santiago, que según sus estudios contaría con una potencia ocho veces superior a la del viento, y pueden llegar a producir cuatro veces más energía que la eólica.